# Hellerina notata
Hellerina notata är en insektsart som först beskrevs av Heller och Rauno E. Linnavuori 1968.  Hellerina notata ingår i släktet Hellerina och familjen dvärgstritar.
Artens utbredningsområde är Etiopien. Inga underarter finns listade i Catalogue of Life.